# Copa COSAFA 2022
La Copa COSAFA 2022 fue la 21.ª edición de la Copa COSAFA, una competición internacional de fútbol en que participan equipos nacionales de países miembros del Consejo de Asociaciones de Fútbol de África del Sur (COSAFA).
Fue organizada por Sudáfrica entre el 5 y 17 de julio de 2022.

## Participantes
| - Angola - Senegal (invitado) - Madagascar - Zambia - Comoras - Botsuana - Seychelles | - Lesoto - Mozambique - Sudáfrica - Namibia - Malaui - Mauricio - Suazilandia |

## Fase de grupos

### Grupo A

#### Clasificación
| Pos. | Equipo     | Pts. | PJ | G | E | P | GF | GC | Dif. | Clasificación                      |
| ---- | ---------- | ---- | -- | - | - | - | -- | -- | ---- | ---------------------------------- |
| 1    | Botsuana   | 9    | 3  | 3 | 0 | 0 | 3  | 0  | +3   | Clasificado a los cuartos de final |
| 2    | Angola     | 6    | 3  | 2 | 0 | 1 | 6  | 2  | +4   |                                    |
| 3    | Comoras    | 3    | 3  | 1 | 0 | 2 | 3  | 5  | −2   |                                    |
| 4    | Seychelles | 0    | 3  | 0 | 0 | 3 | 1  | 6  | −5   |                                    |

Actualizado a los partidos jugados el 10 de julio de 2022.
 Fuente: Soccerway

#### Fixture
| Fecha               | Lugar  |            |                       | Resultado |                       |            |
| ------------------- | ------ | ---------- | --------------------- | --------- | --------------------- | ---------- |
| 5 de julio de 2022  | Durban | Seychelles | Bandera de Seychelles | 0:1       | Bandera de Botsuana   | Botsuana   |
| 5 de julio de 2022  | Durban | Angola     | Bandera de Angola     | 3:1       | Bandera de Comoras    | Comoras    |
| 7 de julio de 2022  | Durban | Comoras    | Bandera de Comoras    | 0:1       | Bandera de Botsuana   | Botsuana   |
| 7 de julio de 2022  | Durban | Angola     | Bandera de Angola     | 3:0       | Bandera de Seychelles | Seychelles |
| 10 de julio de 2022 | Durban | Seychelles | Bandera de Seychelles | 1:2       | Bandera de Comoras    | Comoras    |
| 10 de julio de 2022 | Durban | Botsuana   | Bandera de Botsuana   | 1:0       | Bandera de Angola     | Angola     |

### Grupo B

#### Clasificación
| Pos. | Equipo      | Pts. | PJ | G | E | P | GF | GC | Dif. | Clasificación                      |
| ---- | ----------- | ---- | -- | - | - | - | -- | -- | ---- | ---------------------------------- |
| 1    | Suazilandia | 7    | 3  | 2 | 1 | 0 | 6  | 1  | +5   | Clasificado a los cuartos de final |
| 2    | Lesoto      | 6    | 3  | 2 | 0 | 1 | 4  | 4  | 0    |                                    |
| 3    | Malaui      | 4    | 3  | 1 | 1 | 1 | 4  | 3  | +1   |                                    |
| 4    | Mauricio    | 0    | 3  | 0 | 0 | 3 | 1  | 7  | −6   |                                    |

Actualizado a los partidos jugados el 10 de julio de 2022.
 Fuente: Soccerway

#### Fixture
| Fecha               | Lugar  |             |                        | Resultado |                        |             |
| ------------------- | ------ | ----------- | ---------------------- | --------- | ---------------------- | ----------- |
| 6 de julio de 2022  | Durban | Mauricio    | Bandera de Mauricio    | 0:3       | Bandera de Suazilandia | Suazilandia |
| 6 de julio de 2022  | Durban | Lesoto      | Bandera de Lesoto      | 2:1       | Bandera de Malaui      | Malaui      |
| 8 de julio de 2022  | Durban | Malaui      | Bandera de Malaui      | 1:1       | Bandera de Suazilandia | Suazilandia |
| 8 de julio de 2022  | Durban | Lesoto      | Bandera de Lesoto      | 2:1       | Bandera de Mauricio    | Mauricio    |
| 10 de julio de 2022 | Durban | Mauricio    | Bandera de Mauricio    | 0:2       | Bandera de Malaui      | Malaui      |
| 10 de julio de 2022 | Durban | Suazilandia | Bandera de Suazilandia | 2:0       | Bandera de Lesoto      | Lesoto      |

## Fase final
Sudáfrica, Senegal, Zambia, Namibia, Madagascar y Mozambique clasificaron directamente a esta fase.

### Cuartos de final
| Fecha               | Lugar  |            |                       | Resultado       |                        |             |
| ------------------- | ------ | ---------- | --------------------- | --------------- | ---------------------- | ----------- |
| 12 de julio de 2022 | Durban | Madagascar | Bandera de Madagascar | 0:2             | Bandera de Namibia     | Namibia     |
| 12 de julio de 2022 | Durban | Zambia     | Bandera de Zambia     | 1:1 (5:4 pen.)  | Bandera de Botsuana    | Botsuana    |
| 13 de julio de 2022 | Durban | Sudáfrica  | Bandera de Sudáfrica  | 0:0 (4:5 pen.)  | Bandera de Mozambique  | Mozambique  |
| 13 de julio de 2022 | Durban | Senegal    | Bandera de Senegal    | 1:1 (10:9 pen.) | Bandera de Suazilandia | Suazilandia |

### Semifinales
| Fecha               | Lugar  |         |                    | Resultado |                       |            |
| ------------------- | ------ | ------- | ------------------ | --------- | --------------------- | ---------- |
| 15 de julio de 2022 | Durban | Namibia | Bandera de Namibia | 1:0       | Bandera de Mozambique | Mozambique |
| 15 de julio de 2022 | Durban | Zambia  | Bandera de Zambia  | 4:3       | Bandera de Senegal    | Senegal    |

### Tercer lugar
| Fecha               | Lugar  |            |                       | Resultado      |                    |         |
| ------------------- | ------ | ---------- | --------------------- | -------------- | ------------------ | ------- |
| 17 de julio de 2022 | Durban | Mozambique | Bandera de Mozambique | 1:1 (2:4 pen.) | Bandera de Senegal | Senegal |

### Final
| Fecha               | Lugar  |         |                    | Resultado  |                   |        |
| ------------------- | ------ | ------- | ------------------ | ---------- | ----------------- | ------ |
| 17 de julio de 2022 | Durban | Namibia | Bandera de Namibia | 0:1 (pro.) | Bandera de Zambia | Zambia |

## Ronda de consolación

### Semifinales
Los eliminados en cuartos de final juegan para definir al quinto lugar del torneo.
| Fecha               | Lugar  |            |                       | Resultado |                        |             |
| ------------------- | ------ | ---------- | --------------------- | --------- | ---------------------- | ----------- |
| 15 de julio de 2022 | Durban | Madagascar | Bandera de Madagascar | 1:2       | Bandera de Sudáfrica   | Sudáfrica   |
| 15 de julio de 2022 | Durban | Botsuana   | Bandera de Botsuana   | 2:0       | Bandera de Suazilandia | Suazilandia |

### Quinto lugar
| Fecha               | Lugar  |           |                      | Resultado |                     |          |
| ------------------- | ------ | --------- | -------------------- | --------- | ------------------- | -------- |
| 17 de julio de 2022 | Durban | Sudáfrica | Bandera de Sudáfrica | 2:1       | Bandera de Botsuana | Botsuana |

## Goleadores
- Actualizado el 17 de julio de 2022.

| Jugador         | Selección   | Goles |
| --------------- | ----------- | ----- |
| Sabelo Ndzinisa | Suazilandia | 3     |
| Pedro Megue     | Angola      | 2     |
| Lamine Camara   | Senegal     | 2     |
| Jean Diouf      | Senegal     | 2     |
| Kelvin Kampamba | Zambia      | 2     |
| Thato Kebue     | Botsuana    | 2     |

## Clasificación final
| Equipo | Equipo      | Pts | PJ | PG | PE | PP | GF | GC | Dif |
| ------ | ----------- | --- | -- | -- | -- | -- | -- | -- | --- |
| 1      | Zambia      | 7   | 3  | 2  | 1  | 0  | 6  | 4  | +2  |
| 2      | Namibia     | 6   | 3  | 2  | 0  | 1  | 3  | 1  | +2  |
| 3      | Senegal     | 2   | 3  | 0  | 2  | 1  | 5  | 6  | -1  |
| 4      | Mozambique  | 2   | 3  | 0  | 2  | 1  | 1  | 2  | -1  |
| 5      | Sudáfrica   | 7   | 3  | 2  | 1  | 0  | 4  | 2  | +2  |
| 6      | Botsuana    | 13  | 6  | 4  | 1  | 1  | 7  | 3  | +4  |
| 7      | Suazilandia | 8   | 5  | 2  | 2  | 1  | 7  | 4  | +3  |
| 8      | Madagascar  | 0   | 2  | 0  | 0  | 2  | 1  | 4  | -3  |
| 9      | Angola      | 6   | 3  | 2  | 0  | 1  | 6  | 2  | +4  |
| 10     | Lesoto      | 6   | 3  | 2  | 0  | 1  | 4  | 4  | 0   |
| 11     | Malaui      | 4   | 3  | 1  | 1  | 1  | 4  | 3  | +1  |
| 12     | Comoras     | 3   | 3  | 1  | 0  | 2  | 3  | 5  | -2  |
| 13     | Seychelles  | 0   | 3  | 0  | 0  | 3  | 1  | 6  | -5  |
| 14     | Mauricio    | 0   | 3  | 0  | 0  | 3  | 1  | 7  | -6  |